# Eduardo Romero
Eduardo Romero (født 17. juli 1954 i Córdoba, Argentina, død 13. februar 2022) var en argentinsk golfspiller, der har vundet otte European Tour-sejre i sin professionelle karriere. Hans bedste Major-præstation var en 7. plads ved British Open i 1997.